# Sunbury (Pensilvânia)
Sunbury é uma cidade localizada no estado norte-americano de Pensilvânia, no Condado de Northumberland.

## Demografia
Segundo o censo norte-americano de 2000, a sua população era de 10.610 habitantes.
Em 2006, foi estimada uma população de 9944, um decréscimo de 666 (-6.3%).

## Geografia
De acordo com o United States Census Bureau tem uma área de
5,6 km², dos quais 5,5 km² cobertos por terra e 0,1 km² cobertos por água. Sunbury localiza-se a aproximadamente 142 m acima do nível do mar.

## Localidades na vizinhança
O diagrama seguinte representa as localidades num raio de 12 km ao redor de Sunbury.